# Сальков, Александр Николаевич
Александр Николаевич Сальков (1831—1896) — русский государственный деятель, сенатор; тайный советник.

## Биография
Родился 23 апреля (5 мая) 1831 года.
В мае 1850 года окончил Императорское училище правоведения.
Служил по ведомству министерства финансов; 19 ноября 1870 года был произведён в действительные статские советники. Затем был товарищем обер-прокурора гражданского кассационного департамента Сената, обер-прокурором 2-го департамента; 23 декабря 1876 года был назначен сенатором. Присутствовал в 5-м департаменте Сената.
Был крупным землевладельцем Тамбовской губернии, почётным мировым судьёй Козловского уезда.
Умер 22 мая (3 июня) 1896 года. Похоронен в Санкт-Петербурге на Новодевичьем кладбище.

## Награды
- орден Св. Станислава 2-й ст. с императорской короной (1862)
- орден Св. Анны 2-й ст. (1865)
- орден Св. Владимира 3-й ст. (1874)
- орден Св. Анны 1-й ст. (1887)
- орден Св. Владимира 2-й ст. (1892)

## Семья
Жена — вдова полковника София Карловна Анциферова, урожденная Мейнард (1832—1889). Дети: Викторина (р. 1864), замужем за подполковником Григорковым, Вера (р. 1868), замужем за надворным советником Свешниковым, Дмитрий (р. 1873).